# Wiener Schubertbund
Der Wiener Schubertbund ist ein österreichischer Männerchor.

## Gründung und Entwicklung

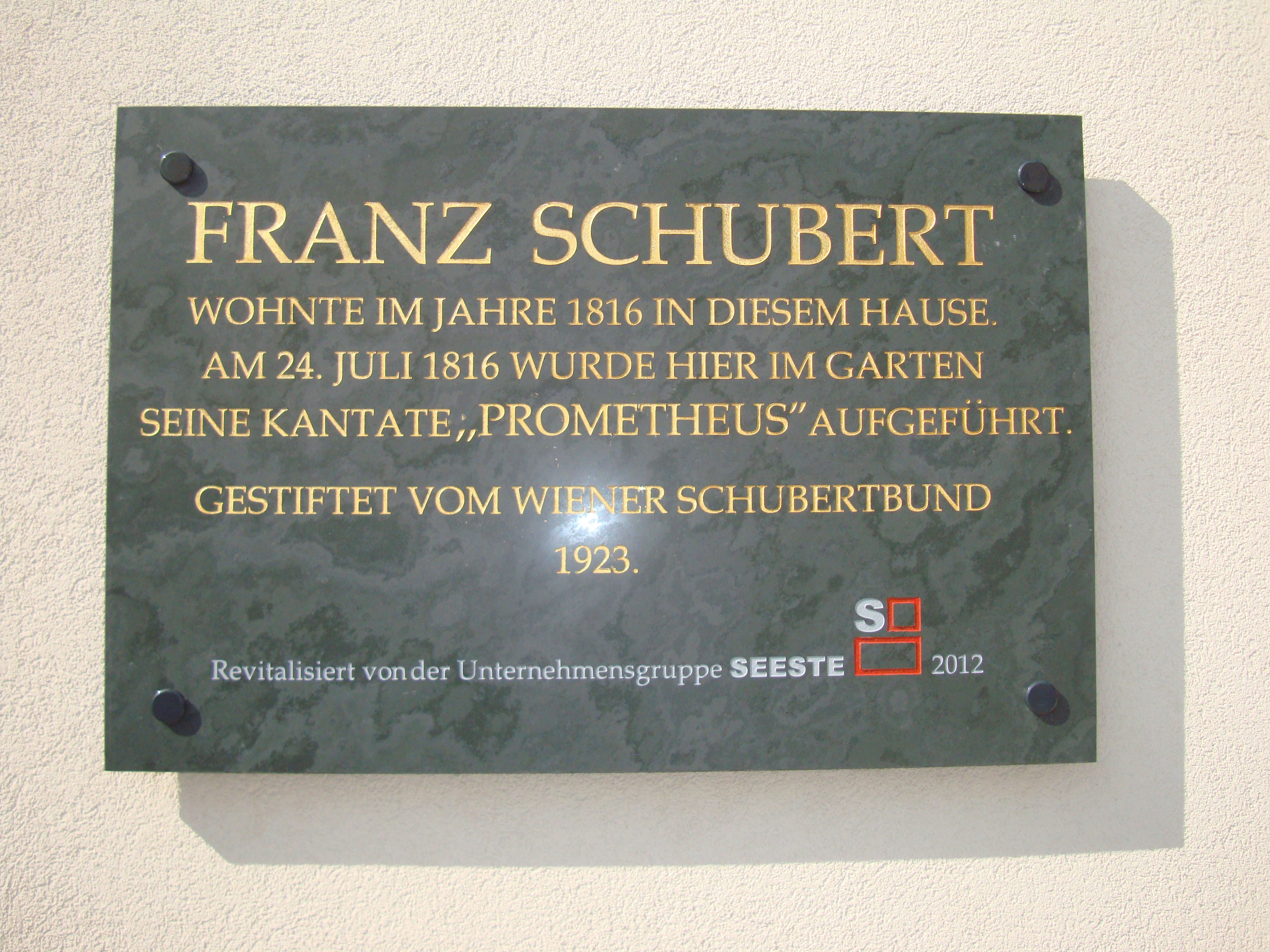
Gedenktafel des Wiener Schubertbunds (1923) am „Schubert-Turm“ in Wien-Erdberg (III., Landstraße, Erdbergstraße 17–19), wo Schubert 1816 wohnte und seine Prometheus-Kantate D 451 uraufgeführt wurde

Der Chor wurde vom ehemaligen Chormeister des Wiener Männergesang-Vereins Franz Mair im November 1863 im Gasthaus „Zur neuen Welt“, in Wien, Kärntnerring 86, mit der Bezeichnung „Lehrersängerchor Schubertbund“ gegründet. 1870 erfolgte eine Namensänderung auf „Schubertbund“ und 1922 auf „Wiener Schubertbund“. Seit 1918 ist der Sitz des Chors das Wiener Konzerthaus.
Beim Repertoire steht das Liedgut von Franz Schubert im Mittelpunkt, aber auch Werke von Mozart, Bach, Lehár, Richard Strauss und anderen werden aufgeführt. In letzterer Zeit erfolgen auch Bearbeitungen moderner Stücke aus dem Bereich Musical, Rock und Pop.
Die erste auf 18 Tage angelegte Auslandsreise, zu der am 16. Juli 1884 aufgebrochen wurde, erfolgte nach Deutschland (Passau, Regensburg, Nürnberg, Frankfurt am Main, Wiesbaden, Koblenz, Köln, Mainz, Heidelberg, Stuttgart, Augsburg, München) und auch zum Gesangsfest nach Bonn. Das 20. Liederfest des Schwäbischen Sängerbunds in Ulm (13./14. Juli) wurde knapp verpasst, der Chor wurde am 31. Juli in Augsburg von der dortigen Liedertafel mit einem großen Fest empfangen. In Passau wurde der gesamte Chor zu Anfang seiner Reise am 18. Juli im dortigen Bahnhof vergessen, weil die Waggons mit den Sängern nicht an den Zug angekuppelt wurden. In einer aufwändigen Nachsendeaktion wurden sie dem Hauptzug hinterhergeschickt.
Die letzten Auslandsreisen führten den Verein unter anderem in folgende Länder: USA (1999), China (2001), Syrien (2002) und Brasilien (2006). Am 24. Oktober 2004 gab der Chor in Genf im Palais des Nations anlässlich des Jubiläums „50 Jahre CERN“ ein Konzert.
Am 6. Jänner 2009 führte der Chor im Goldenen Saal des Wiener Musikvereins gemeinsam mit dem Japanese Festival Chorus das Oratorium „Der Messias“ von Händel in der englischen Originalfassung auf. Dirigent war Hiroshi Koizumi.
Die musikalische Leitung hat seit 2024 Uwe Scheer inne.

## Ehrenmitglieder des Chors
Ehrenchormeister
Franz Mair, Ernst Schmid, Adolf Kirchl, Viktor Keldorfer, Leo Lehner, Heinrich Gattermeyer (1923–2018) und Fritz Brucker
Ehrenmitglieder
Franz Grillparzer, Anton Bruckner, Peter Rosegger, Ottokar Kernstock, Wilhelm Kienzl, Richard Strauss, Ignaz Seipel, Karl Seitz, Helmut Zilk, Franz Lehár, Julius Patzak, Ferdinand Rebay, Reinhold Schmid und Hans Gillesberger

## Diskografie
- Schubertiade.
- Ausgewählte Chorwerke.
- Chorwerke – Wiener Schubertbund und seine Freunde.
- Wiener Schubertbund on tour. (von der Chorreise in die USA).
- Reisesplitter. Aufzeichnung des Liederabends in Villach am 25. Oktober 1999.
- Cecilienmesse von Charles Gounod.
- Von Bach bis Beatles. 200 Jahre österreichischer und deutscher Musik. 140 Jahre Wiener Schubertbund gegr. 1863.
- ’s Christkindl sehn.
- Wiener Schubertbund. Private Edition. „das Beste von 2003 bis 2006“.